# أولمبياد الألغاز 2016
بطولة ألغاز آسيا والمحيط الهادئ (AQC) هي مسابقة من الدرجة الأولى في منطقة آسيا والمحيط الهادئ.

## التاريخ
بدأت بطولة ألغاز آسيا والمحيط الهادئ (AQC) في عام 2012، كمسابقة سنوية بين رابطة دول جنوب شرق آسيا (أستراليا، الهند، ماليزيا، نيوزيلندا، الفلبين، سنغافورة). شملت النسخة الأولى من المسابقة الدول الآتية في ماليزيا وسنغافورة والفلبين بينما شملت النسخة الثانية تسجيل الهند انضمت أستراليا إلى المسابقة في عام 2017 ونيوزيلندا في عام 2018.
تم تأسيس هذه البطولة من قبل كاليب ليو من سنغافورة وموفين ميراندا من الهند (والمقيم في ماليزيا) بهدف تعزيز المنافسة الودية في المنطقة. يتم اختيار الفرق من قبل جمعيات المسابقات الوطنية في البلدان الأعضاء المعنية.

## التكوين
تتنافس الفرق المكونة من أربعة فرق في ثلاث جولات منفصلة، يتم تتويج الفريق الحاصل على أعلى نقطة.
- الجولة الأولى: جولة الأسئلة الكتابية، حيث يقوم المشاركين فيها بالإجابة على 200 سؤال بقيمة نقطة واحدة لكل سؤال في إطار بطولة الألغاز العالمية بالإضافة إلى 25 سؤال أخر من كل الفئات الثمانية:
  - الثقافة
  - الترفية
  - التاريخ
  - نمط الحياة
  - وسائل الإعلام
  - العلوم
  - رياضة
  - العالمية

يتم احتساب أعلى ثلاث نقاط فردية في كل فئة من الفئات الثمانية في المجموع التراكمي. على سبيل المثال: إذا سجل أعضاء الفريق الأربعة النقاط التالية 15 و 15 و 15 و 7 في فئة الرياضة يكون المجموع التراكمي للفئة 45. المجموع النهائي للفئات الثمانية= 600 نقطة.
- الجولة 2: الجولة الفردية. يتم فيها طرح الأسئلة بشكل فردي علي المشاركين، يستطيع فيها المشارك الإجابة على السؤال بنفسه أو تحويل السؤال إلى زميل آخر له بحد أقصى ثلاث تحويلات لكل فريق واحدة لكل عضو. يتم توجيه 40 سؤال إلى كل فريق (10 لكل عضو) بقيمة 4 نقاط للسؤال الواحد. الدرجة الكاملة لكل فريق هي 160 نقطة.
- الجولة 3: جولة المناقشة الجماعية. يقوم فيها المشاركين بالعمل كفريق واحد للإجابة على 50 سؤالًا بقيمة 5 نقاط للسؤال الواحد. الدرجة الكاملة لهذه الجولة: 250 نقطة.

بذلك تصبح الدرجة الكاملة للجولات الثلاثة هي 1010 نقطة، لكن لم يقترب أي فريق من تلك الدرجة.

## الفرق المشاركة
| الفرق   | أستراليا | الهند | ماليزيا | نيوزيلندا | سنغافورة | الفلبين | دول مجاورة | المجموع |
| ------- | -------- | ----- | ------- | --------- | -------- | ------- | ---------- | ------- |
| 2018    | 2        | 1     | 3       | 1         | 1        | 1       | 0          | 9       |
| 2017    | 2        | 1     | 2       | 0         | 1        | 2       | 1          | 9       |
| 2016    | 0        | 0     | 1       | 0         | 1        | 3       | 1          | 6       |
| 2015    | 0        | 1     | 0       | 0         | 1        | 3       | 3          | 8       |
| 2014    | 0        | 0     | 1       | 0         | 1        | 1       | 0          | 3       |
| 2013    | 0        | 0     | 1       | 0         | 2        | 1       | 0          | 4       |
| 2012    | 0        | 0     | 2       | 0         | 1        | 1       | 0          | 4       |
| المجموع | 4        | 3     | 10      | 1         | 8        | 12      | 5          | 43      |

## النتائج
| العام | المكان       | الميدالية الذهبية | النقاط | الميدالية الفضية | النقاط | الميدالية البرونزية | النقاط |
| ----- | ------------ | ----------------- | ------ | ---------------- | ------ | ------------------- | ------ |
| 2019  | سنغافورة     |                   |        |                  |        |                     |        |
| 2018  | كوالا لامبور | أستراليا          | 593    | ماليزيا          | 542    | سنغافورة            | 469    |
| 2017  | كوالا لامبور | الهند             | 607    | أستراليا         | 534    | سنغافورة            | 518    |
| 2016  | سنغافورة     | ماليزيا           | 475    | سنغافورة         | 474    | سنغافورة بي         | 341    |
| 2015  | سنغافورة     | الهند             | 530    | سنغافورة         | 519    | سنغافورة بي         | 491    |
| 2014  | مانيلا       | سنغافورة          | 437    | ماليزيا          | 396    | الفلبين             | 385    |
| 2013  | سنغافورة     | سنغافورة          | 414    | الفلبين          | 396    | ماليزيا             | 326    |
| 2012  | كوالا لامبور | ماليزيا           | 310+   | سنغافورة         | 263    | الفلبين             | 216    |

+ تم استخدام تنسيق مختلف لهذا العام.

## الميداليات
| الدولة   | الميدالية الذهبية | الميدالية الفضية | الميدالية البرونزية | المجموع |
| -------- | ----------------- | ---------------- | ------------------- | ------- |
| سنغافورة | 2                 | 3                | 4                   | 9       |
| ماليزيا  | 2                 | 2                | 1                   | 5       |
| الهند    | 2                 | 0                | 0                   | 2       |
| أستراليا | 1                 | 1                | 0                   | 2       |
| الفلبين  | 0                 | 1                | 2                   | 3       |

## أعلى درجات الفريق
- أعلى الفرق نقاطا
  - الهند: 607 نقطة (2017)
  - أستراليا: 593 نقطة (2018)
  - ماليزيا: 542 نقطة (2018)
  - أستراليا: 534 نقطة (2017)
  - الهند: 530 نقطة (2015)
  - سنغافورة: 519 نقطة (2015)
  - سنغافورة: 518 نقطة (2017)
- أكبر فرق في النقاط:
  - الهند: 73 نقطة (2017)
  - أستراليا: 51 نقطة (2018)
  - ماليزيا: 47 نقطة (2012)
  - سنغافورة: 41 نقطة (2014)
- أقل فرق في النقاط:
  - ماليزيا: 1 نقطة (2016)
  - الهند: 11 نقطة (2015)
  - سنغافورة:18 نقطة (2013)

## المشاركين الفرديين
| العام | الميدالية الذهبية | الميدالية الفضية | الميدالية البرونزية                       |
| ----- | ----------------- | ---------------- | ----------------------------------------- |
| 2018  | روس إيفانز        | كيلفن لانج       | ريك بيكر                                  |
| 2017  | آرون هيريجانج     | تيجاسوي أودوبا   | رافي أفا                                  |
| 2016  | موفن ميراندا      | جي كريشنامورتي   | موكوند سريدهار & براديب راماناثان (تعادل) |
| 2015  | راجيش كنعان       | سوني تشو         | ليوناردو جابول                            |
| 2014  | موفن ميراندا      | ليوناردو جابول   | كاليب ليو                                 |
| 2013  | ليوناردو جابول    | موفن ميراندا     | كاليب ليو                                 |
| 2012  | موفين ميراندا     | كاليب ليو        | ليوناردو جابول                            |

أخر تحديث للقائمة في 11 ديسمبر 2018.

## وصلات خارجية
- الموقع الرسمي للبطولة.
- نتائج بطولة الألغاز العالمية عام 2007.
- نتائج بطولة الألغاز العالمية عام 2006.
- نتائج بطولة الألغاز العالمية عام 2005.
- نتائج بطولة الألغاز العالمية عام 2004.
- دورة بلجيكا للألغاز العالمية مع نتائج الأعوام السابقة للإتحاد الأوروبي والعالم.
- بطولة الألغاز العالمية في بريطانيا العظمى.
- بطولة الألغاز العالمية في الولايات المتحدة.
- بطولة الألغاز العالمية في هولندا.
- بطولة الألغاز العالمية في النرويج.
- بطولة الألغاز العالمية في أستراليا.
- بطولة الألغاز العالمية في ليتوانيا، مع النتائج، المعلومات والصور.
- بطولة الألغاز العالمية في إيرلندا، مع النتائج، المعلومات والصور.